# West Indies Cricket Team in Australien in der Saison 2005/06
Die Tour des West Indies Cricket Teams nach Australien in der Saison 2005/06 fand vom 3. bis zum 29. November 2005 statt. Die internationale Cricket-Tour war Bestandteil der Internationalen Cricket-Saison 2005/06 und umfasste drei Tests. Australien gewann die Serie 3–0.

## Vorgeschichte
Australien spielte zuvor eine Tour gegen eine Weltauswahl, für die West Indies war es die erste Tour der Saison.
Das letzte Aufeinandertreffen der beiden Mannschaften bei einer Tour fand in der Saison 2004/05 in Australien statt.

## Stadien
Die folgenden Stadien wurden für die Tour als Austragungsort vorgesehen.
| Stadion        | Stadt    | Kapazität | Spiele  |
| -------------- | -------- | --------- | ------- |
| Adelaide Oval  | Adelaide | 53.583    | 3. Test |
| The Gabba      | Brisbane | 42.000    | 1. Test |
| Bellerive Oval | Hobart   | 20.000    | 2. Test |

## Kaderlisten
Die West Indies benannten ihren Kader am 5. Oktober 2005.
Australien benannte seinen Kader am 27. Oktober 2005.
| Test | Test |
| Australien | West Indies |
| --- | --- |
| - Ricky Ponting (K) - Nathan Bracken - Stuart Clark - Adam Gilchrist (wk) - Matthew Hayden - Brad Hodge - Mike Hussey - Simon Katich - Justin Langer - Brett Lee - Stuart MacGill - Glenn McGrath - Andrew Symonds - Shane Warne - Shane Watson | - Shivnarine Chanderpaul (K) - Dwayne Bravo - Corey Collymore - Fidel Edwards - Chris Gayle - Wavell Hinds - Brian Lara - Daren Powell - Jermaine Lawson - Denesh Ramdin (wk) - Marlon Samuels - Ramnaresh Sarwan - Devon Smith - Dwayne Smith |

## Tour Matches
| 27. – 30. Oktober Scorecard | Brisbane | Queensland 323 (78.4) & 378-9 (99) | – | West Indians 612 (143.1) |
|                             |          | Remis                              |   |                          |

| 11. – 13. November Scorecard | Melbourne | Victoria 571 (122.4) | – | West Indians 302 (101.2) |
|                              |           | Remis                |   |                          |

| 13. November Scorecard | Melbourne | Victoria 172-6 (20)            | – | West Indians 173-6 (19.3) |
|                        |           | Victoria gewinnt mit 4 Wickets |   |                           |

| 2. Dezember Scorecard | Canberra | Prime Minister’s XI 216-4 (50)                      | – | West Indians 174-3 (31.1/31.1) |
|                       |          | Prime Minister’s XI gewinnt mit 6 Runs (D/L method) |   |                                |

## Tests

### Erster Test in Brisbane
| 3. – 6. November Scorecard | Brisbane | Australien 435 (105.3) & 283-2 (66) | – | West Indies 210 (77) & 129 (49) |
|                            |          | Australien gewinnt mit 379 Runs     |   |                                 |

### Zweiter Test in Hobart
| 17. – 21. November Scorecard | Hobart | West Indies 149 (68.3) & 334 (122) | – | Australien 406 (109.4) & 78-1 (26.1) |
|                              |        | Australien gewinnt mit 9 Wickets   |   |                                      |

### Dritter Test in Adelaide
| 25. – 29. November Scorecard | Adelaide | West Indies 405 (111.2) & 204 (81) | – | Australien 428 (123.3) & 182-3 (58) |
|                              |          | Australien gewinnt mit 7 Wickets   |   |                                     |

Der West-Inder Brian Lara erreichte in diesem Test den damaligen Rekord für die meisten Test-Runs.